# 柳家三亀松 (2代目)
二代目柳家 三亀松（やなぎや みきまつ、1922年2月22日 - 1998年8月19日）は都々逸、三味線漫談家、粋談。本名∶町田 武。

## 経歴
東京都の生まれ、父は中国奇術の趙相元（ちょうそうげん）。7歳から父の元で修行を積み父の後見などで高座に出る。
1954年に初代柳家三亀松の門下になり三代目柳家亀松を名乗る。1980年3月に二代目柳家三亀松を襲名。

## 家族
- 長男 - 柳家亀太郎